# تاني نورتون
تاني نورتون ، المولود في 30 مارس 1942 في وايكاري وتوفي في 4 اوت 2023 في كرايستشيرش ، كان لاعبًا في اتحاد الرجبي الدولي النيوزيلندي يلعب خطة جناح.

## سيرة الشخصية
لعب اول مقابلة تجريبية لفريق نيوزيلندا في 26 يونيو 1971 ، في مباراة ضد الأسود البريطانية . ولعب آخر مباراة تجريبية له ضد نفس الفريق في 13 أغسطس 1977 .
لعب Norton ايضا مقابلة مع فريق World XV ضد جنوب إفريقيا في عام 1977.
توفي في 4 اوت 2023 في كرايستشيرش.

## إحصائيات
- عدد مباريات مقاطعة كانتربري : 82
- عدد المباريات الاختبارية مع فريق All Blacks : 27 (4 كقائد)
- العدد الجملي للمباريات مع فريق All Blacks : 61 (منهم 9 مباريات كقائد)
- غدد المباريات التجريبية حسب السنوات : 4 في 1971 ، 5 في 1972 ، 4 في 1973 ، 4 في 1974 ، 1 في 1975 ، 5 في 1976 ، 4 في 1977

## روابط خارجية
قالب:Liens
- Ressources relatives au sportوصلة=https://www.wikidata.org/wiki/Q3515030?uselang=fr#identifiers|خط_أساسي|رتبة=noviewer|10x10بك|Voir et modifier les données sur Wikidata : 
  - (en) All Blacks
  - (en) ESPNscrum